# Klatka rowerowa

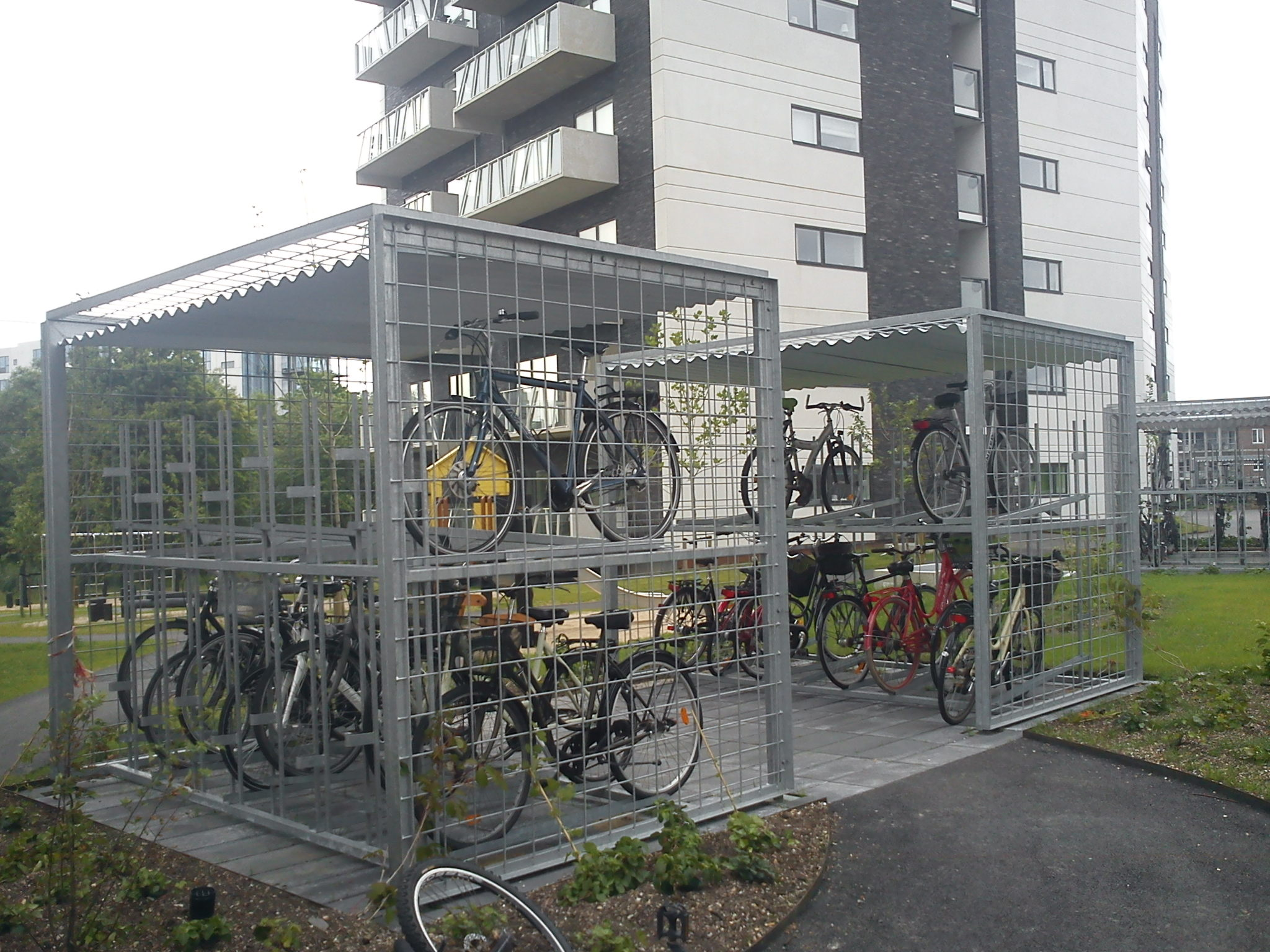
Klatka dla rowerów w Åhusene w Aarhus.

Klatka rowerowa – miejsce parkowania rowerów – rodzaj schowka rowerowego, zamykanego, zwykle zabezpieczonego zamkiem lub kartą; Służy do przechowywania większej ilości rowerów jednocześnie; Pomaga zapobiegać kradzieży rowerów i zapewnia częściową ochronę przed warunkami atmosferycznymi. 